# Josef Philipp Vukassovich
Josef Philipp Vukassovich (en croate Josip Filip Vukasović), né le 8 juillet 1755 à Bruvno près de Gračac en Croatie et mort le 9 août 1809 à Vienne, en Autriche, est un officier général croate au service de la monarchie de Habsbourg et de l'empire d'Autriche. Après s'être battu contre les Ottomans, Vukassovich participe aux guerres de la Révolution française et commande une brigade lors de la campagne d'Italie de 1796 à 1797 face à Napoléon Bonaparte. Il continue de servir par la suite pendant les guerres napoléoniennes, cette fois avec le grade de divisionnaire, et est mortellement blessé sur le champ de bataille. 
Alors qu'il sert dans l'infanterie grenz en Croatie militaire, Vukassovich est décoré pour sa bravoure au combat face aux Ottomans. Toujours à la tête d'une unité de grenzers, il se bat contre les Français en Italie et reçoit au début de l'année 1796 le commandement d'une brigade, alors qu'il n'est encore que colonel. Promu au grade d'officier général peu après, il se trouve presque systématiquement à toutes les actions qui ont lieu dans la péninsule italienne cette année-là, y compris les quatre tentatives mises en œuvre par les Autrichiens pour lever le siège de Mantoue. En 1799, affecté une nouvelle fois en Italie, il combat les troupes françaises avec succès et participe aux opérations contre Napoléon l'année suivante. 
Nommé au commandement d'une division en Italie en 1805, Vukassovich est blâmé pour n'avoir pas su contenir une attaque française. En 1809, il participe néanmoins à l'invasion de la Bavière et livre plusieurs combats autour de Ratisbonne au mois d'avril, au cours desquels il fait la démonstration de ses capacités. Au cours de la bataille de Wagram, en juillet 1809, il est mortellement blessé à la tête de ses soldats. Il se distingue parmi les généraux autrichiens pour son sens de l'initiative et son incontestable talent, particulièrement manifestes lors des campagnes de 1796 et de 1799. Il a également été colonel-propriétaire d'un régiment d'infanterie autrichien.

## Biographie

### Jeunesse et début de carrière
Vukassovich naît le 8 juillet 1755, soit à Senj, soit à Sveti Petar correspondant à l'actuel village de Bruvno près de Gračac. Son père, Petar Vukasović, est major dans l'armée autrichienne et commande la 4e compagnie d'infanterie grenz stationnée sur la frontière militaire croate, basée à Sveti Petar. Sa mère Ana, née Bašić, est également issue d'une famille d'officiers croates,. 
Il est élevé dans une maison d'éducation régimentaire, probablement à Vienne. À l'occasion d'une visite de l'impératrice Marie-Thérèse, il est présenté à cette dernière comme l'élève « le plus courageux » de l'établissement et se voit remettre par la souveraine la somme de douze ducats. Ayant appris que le jeune homme avait envoyé l'argent à son père, qui vivait sans pension et dans des conditions difficiles en Dalmatie, l'impératrice, impressionnée par le comportement du garçon, lui donne 24 ducats supplémentaires et accorde au père de Vukassovich une pension annuelle. Diplômé de l'académie militaire thérésienne en 1771, Vukassovich rejoint le régiment de grenzers « Liccaner » en 1775 et est promu Oberleutnant (lieutenant en premier) en 1780. Il est nommé Hauptmann (capitaine) du régiment d'infanterie grenz no 1 « Liccaner » en 1787.
En janvier 1788, les Autrichiens ayant prévu de déclencher une insurrection au Monténégro afin de libérer les Balkans, Vukassovich fait partie d'une délégation chargée de convaincre les chefs monténégrins. Le pacha Mahmud de Scutari décide cependant de s'allier aux Turcs et Vukassovich doit se replier sur Cattaro à travers les montagnes face à des troupes largement supérieures en nombre. De là, il tente de poursuivre la lutte avec un contingent mais, la population monténégrine s'étant définitivement retournée contre lui, il est contraint de regagner Cattaro non sans avoir pris des habitants en otage pour couvrir sa retraite.
Il se voit décerner la croix de chevalier de l'ordre militaire de Marie-Thérèse le 15 novembre 1788, ainsi que le titre de baron au mois de décembre suivant. En 1789, il lève un corps franc qui atteint rapidement un effectif de 3 000 hommes répartis en douze compagnies d'infanterie et quatre escadrons de hussards. Au cours du conflit contre les Turcs, Vukassovich devient commandant par intérim d'un corps franc avec le rang de major, peu avant sa promotion au grade d’Oberstleutnant (lieutenant-colonel). 
Vukassovich épouse Johanna Pulcheria Malfatti von Kriegsfeld, de vingt-quatre ans sa cadette, qui lui survit de nombreuses années puisqu'elle meurt en 1854. Le couple a quatre enfants, deux fils (Josip et Filip) et deux filles (Marija et Ana).

### Sous les guerres de la Révolution française

#### Première Coalition
Vukassovich est affecté en Italie pendant la guerre de la Première Coalition et est fait Oberst (colonel) en 1794. Lors de la bataille de Loano en novembre 1795, il est fait prisonnier par les Français après que lui et ses soldats ont résisté avec acharnement dans un monastère,. Il prend ensuite le commandement d'une brigade de l'armée impériale de Beaulieu à l'occasion de la campagne de Montenotte en avril 1796. À ce titre, il conduit l'avant-garde autrichienne par le défilé de Turchino le 10 avril dans l'objectif d'attaquer la brigade française Cervoni située près de Gênes. 

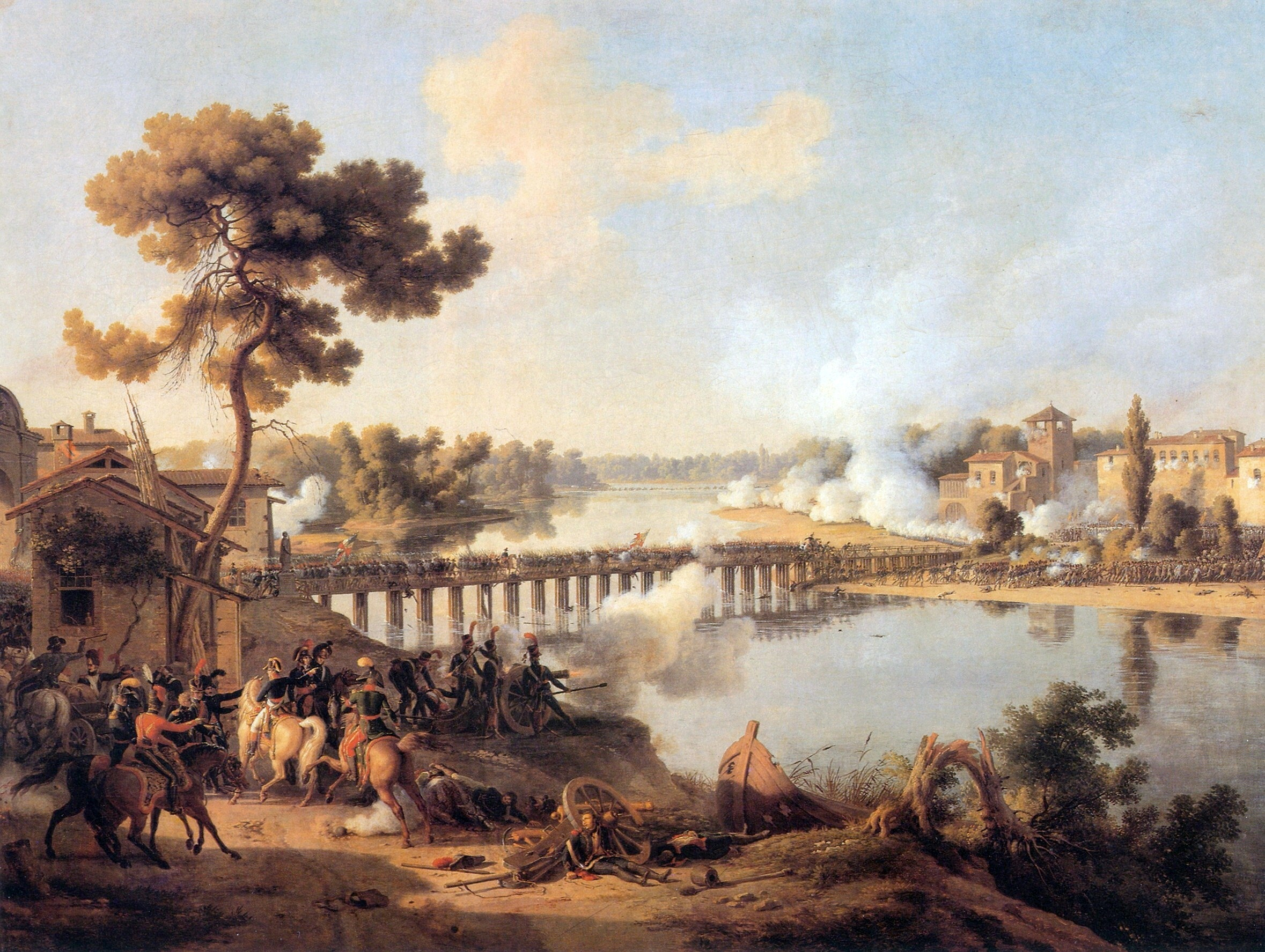
Vukassovich commande l'arrière-garde autrichienne à la bataille de Lodi.

Le 12 avril, Napoléon Bonaparte défait la colonne autrichienne du général Eugène-Guillaume d'Argenteau à la bataille de Montenotte. Le jour suivant, Beaulieu ordonne à Vukassovich de se rendre avec sa brigade à Sassello afin d'établir le contact avec Argenteau mais, en raison d'un ordre peu clair, il ne se met en route que le lendemain et ne peut participer à la bataille de Dego qui a lieu le 14 avril. Vukassovich tombe cependant sur une brigade de la division Masséna en train de piller la ville et la met en déroute. Bonaparte et Masséna accourant avec des renforts, « Wukassovitch, écrit Chandler, exploite intelligemment l'opportunité offerte par ce succès et met aussitôt le village en état de défense ». Il n'abandonne la ville aux Français qu'à l'issue d'un vif combat.   
Élevé au grade de général-major le 2 mai 1796, Vukassovich se distingue le 10 lors de la bataille du pont de Lodi, où il commande l'arrière-garde forte de deux bataillons du régiment d'infanterie grenz « Carlstädter ». Après avoir reculé de l'autre côté du pont, les grenzers sont placés en première ligne pour défendre le passage. Soumis au bombardement continuel de l'artillerie adverse, puis à l'attaque frontale des troupes d'élite et des tirailleurs français, les Autrichiens sont refoulés du champ de bataille. La réputation de Vukassovich est alors si grande que les Français annoncent officiellement sa mort au cours de l'affrontement. Il dirige par la suite une brigade de 2 400 hommes pendant la bataille de Borghetto le 30 mai et durant le siège de Mantoue. Lorsque le siège est finalement levé le 1er août, il rallie l'armée principale avec un contingent de 2 000 hommes de la garnison, peu avant la bataille de Castiglione. Mantoue étant de nouveau assiégée par les Français, Vukassovich se joint au corps du Tyrol commandé par le général Davidovitch, mais se blesse grièvement en tombant de cheval la nuit précédant la bataille de Rovereto, le 4 septembre. Il n'en reste pas moins à la tête de sa brigade le jour du combat et tente courageusement de s'opposer à la progression de Masséna ; toutefois, dépassées par le nombre, ses troupes sont mises en déroute.  
Alors que les Autrichiens tentent pour la troisième fois de dégager la forteresse de Mantoue assiégée par les Français, Vukassovich prend part aux victoires du corps du Tyrol à Cembra le 2 novembre et à Calliano les 6 et 7 novembre. Le 17, ses troupes parviennent à franchir la vallée de l'Adige et à faire leur jonction sur les hauteurs avec la colonne du général Joseph Ocskay von Ocsko. Ainsi réunies, les forces autrichiennes l'emportent sur les Français à Rivoli Veronese. Après la victoire de Bonaparte à Arcole, le général en chef français repousse le corps du Tyrol sur Trente. Au cours de la quatrième tentative dirigée par les Impériaux contre Mantoue, le général Josef Alvinczy ordonne à Vukassovich de conduire la 6e colonne de son armée sur la rive est de l'Adige. Son artillerie appuie l'attaque du prince Henri XV de Reuss-Plauen sur la rive ouest mais, se situant du mauvais côté du fleuve, son action ne pèse guère sur l'issue de la bataille de Rivoli, qui s'achève sur un désastre pour les Autrichiens.

#### Deuxième Coalition

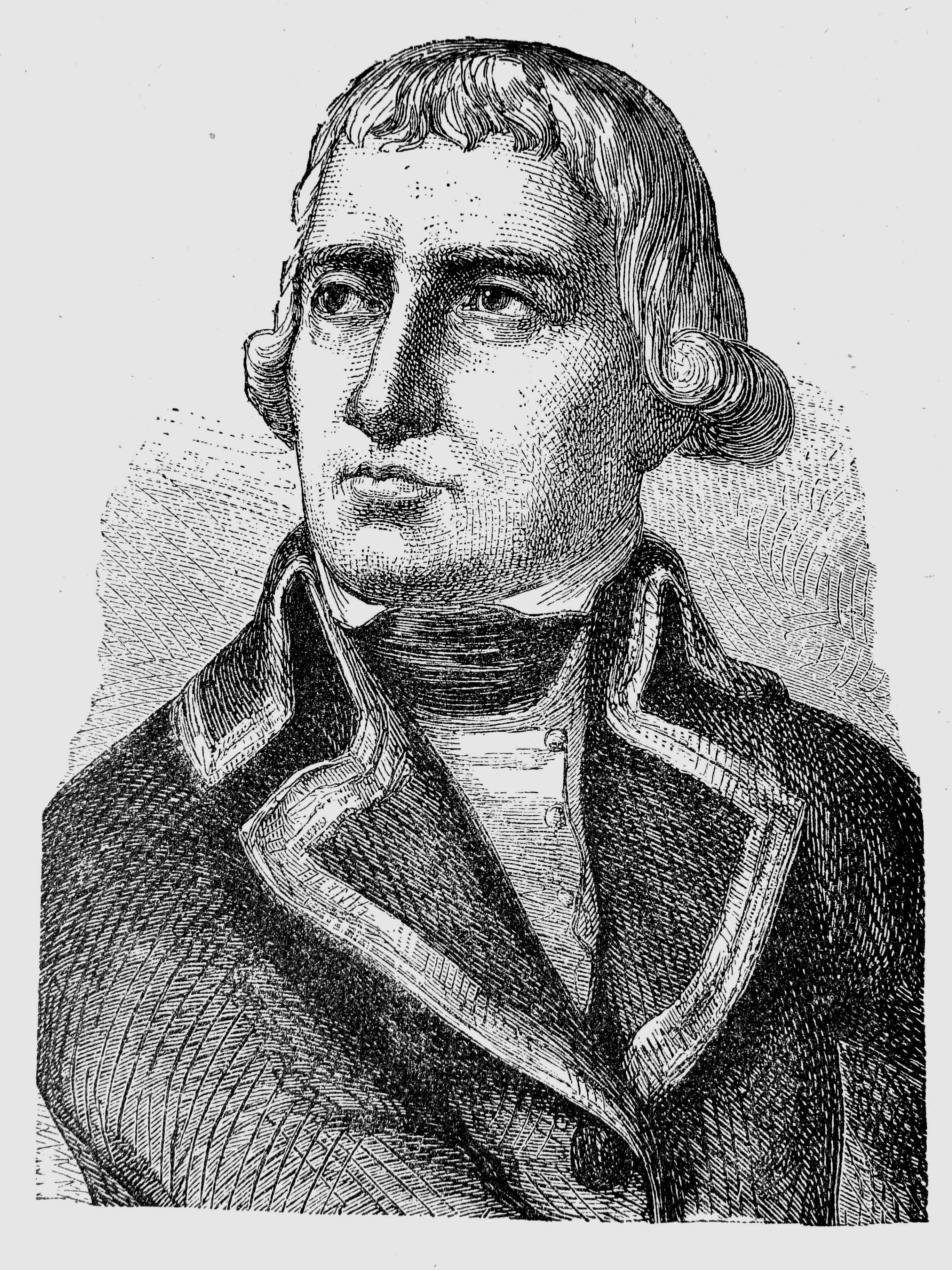
Le général Sérurier est fait prisonnier par Vukassovich à Verderio.

Vukassovich sert en Italie pendant la guerre de la Deuxième Coalition. Dans un premier temps, les Français sont repoussés par les armées austro-russes du maréchal Alexandre Souvorov et le général Piotr Bagration s'empare de Brescia le 10 avril 1799. Devant la progression de ses adversaires, le général Barthélemy Louis Joseph Schérer recule derrière la rivière Adda avant d'être remplacé au commandement des troupes françaises par le général Jean Victor Marie Moreau le 27 avril. Vukassovich surprend les Français en traversant l'Adda à Brivio tandis que le général Peter-Carl Ott fait de même à Trezzo. Le 28 avril, Vukassovich prend au piège les 3 000 soldats français du général Jean Mathieu Philibert Sérurier à Verderio ; après un « combat acharné », Sérurier doit déposer les armes avec les 2 700 hommes qui lui restent. Vukassovich dirige ensuite l'avant-garde de l'armée coalisée et capture un grand nombre de villes au nord-ouest de l'Italie. En juillet 1799, il devient propriétaire du régiment d'infanterie no 48 Vukassovich formé l'année précédente et le reste jusqu'à sa mort,. 
Promu au grade de Feldmarschall-Leutnant le 2 octobre 1799, Vukassovich prend part à la campagne de 1800 en Italie. Lorsque Bonaparte envahit l'Italie en franchissant le col du Grand-Saint-Bernard, il commande une division plus à l'est dans la région du lac Majeur et du lac de Côme. Le 25 mai, des cavaliers de Vukassovich envoyés en reconnaissance capturent brièvement Bonaparte avant d'être faits prisonniers à leur tour par l'escorte du général en chef. L'offensive française chasse de Milan les troupes de Vukassovich en infériorité numérique. Poursuivi par le corps français du général Guillaume Philibert Duhesme, le général autrichien se retire avec 4 000 hommes sur Brescia et Crémone, manquant ainsi la bataille de Marengo.

### Parcours pendant les guerres napoléoniennes

#### 1805
Pendant la guerre de la Troisième Coalition en 1805, Vukassovich commande une division de l'armée de l'archiduc Charles stationnée en Italie. Sa division se compose de quatorze bataillons de ligne et de grenzers ainsi que de quatre escadrons répartis en deux brigades sous les ordres des généraux Hannibal Sommariva et Karl Hillinger. Chargé d'occuper la rive est de l'Adige et de maintenir la liaison avec le corps de Johann von Hiller qui opère dans le Tyrol, il garnit le petit village de San Giorgio avec deux bataillons et laisse six bataillons en réserve dans les collines, tandis que le reste de ses troupes surveille le fleuve plus au nord. 

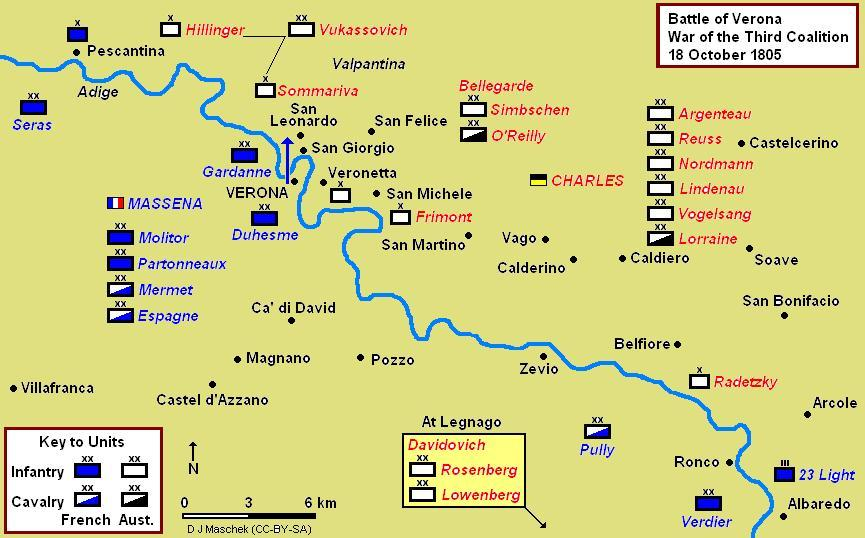
Carte de la bataille de Vérone, le 18 octobre 1805. La position de Vukassovich est indiquée en haut à gauche.

Lors de la bataille de Vérone le 18 octobre 1805, le maréchal André Masséna lance une attaque avec toutes ses compagnies d'infanterie légère réunies soutenues par deux divisions d'infanterie pour tenter de franchir l'Adige à l'ouest de Vérone. Les Français prennent d'assaut le pont de Castel Vecchio et s'emparent rapidement de San Giorgio, mais Vukassovich réagit en envoyant davantage d'infanterie et de cavalerie dans la lutte pour la possession des hauteurs, qui se prolonge une grande partie de la journée. Une diversion française sur Pescantina, à droite du dispositif autrichien, fixe toutefois sur place une de ses brigades et l'empêche de combattre. Dans le même temps, une seconde diversion à Albaredo d'Adige est mal interprétée par Charles qui croit avoir affaire à la principale attaque française. En fin de journée, le général Heinrich Johann de Bellegarde arrive à la tête des renforts mais il ne peut empêcher Masséna d'établir une tête de pont sur les collines au nord de Vérone. Estimant que Vukassovich n'a pas déployé suffisamment de troupes sur les berges du fleuve, l'archiduc le relève de son commandement et le remplace par le prince Franz Seraph von Rosenberg-Orsini. Une autre source affirme que Vukassovich a été congédié pour avoir installé un certain nombre de pièces d'artillerie dans une position vulnérable à l'encontre des ordres de Charles. À l'issue des combats, les pertes autrichiennes s'élèvent à 1 622 hommes et quatre canons, alors que les Français ne comptent que 450 tués ou blessés.

#### 1809
Au début de la guerre de la Cinquième Coalition, Vukassovich commande la division légère du IIIe Armeekorps qui se situe en Bavière avec le gros des forces de l'archiduc Charles. Ses deux brigades sont sous les ordres des généraux Moritz von Liechtenstein et Josef Pfanzelter et comprennent deux bataillons de grenzers et deux bataillons de la légion de l'archiduc Charles, auxquels s'ajoutent deux régiments de hussards et 22 pièces d'artillerie. 

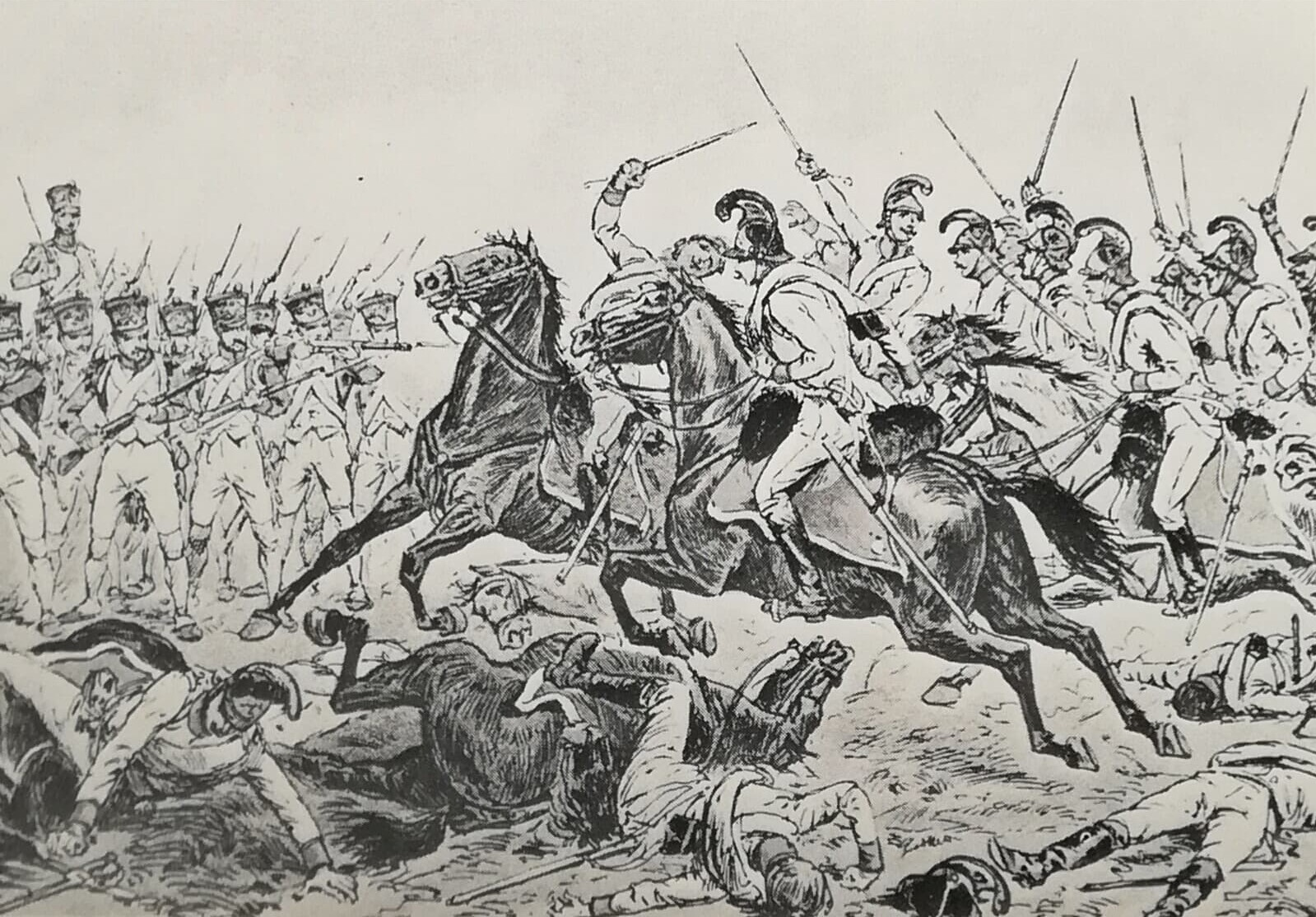
Charge de la cavalerie autrichienne contre la colonne Macdonald à Wagram. Vukassovich est mortellement blessé au cours de l'action.

À la veille de la bataille de Teugen-Hausen, Vukassovich fournit des informations à son commandant en chef au sujet des mouvements des troupes franco-bavaroises, notamment des correspondances entre les maréchaux Lefebvre et Davout. Placé à la tête de l'avant-garde du prince Frédéric François Xavier de Hohenzollern-Hechingen lors des combats pour Teugen et Hausen, le 19 avril 1809, il chasse les avant-postes français du village d'Hausen et en profite pour occuper une colline qui domine le champ de bataille. Lorsque le maréchal Davout passe finalement à l'attaque, il conduit une défense énergique avec ses troupes et les renforts qui lui parviennent. Il est blessé au cours de l'action mais continue de mener ses troupes dans cette bataille qui voit les généraux autrichiens s'exposer de manière inhabituelle en première ligne. Le 21 avril, ses troupes livrent un combat d'arrière-garde aux troupes bavaroises. Son corps se positionne ensuite à l'extrême-gauche du corps principal alors que Charles se prépare à écraser Davout le matin du 22 avril. C'est lui qui, le premier, informe l'archiduc que Napoléon est sur le point de tomber sur le flanc gauche autrichien. Au cours de la bataille d'Eckmühl qui a lieu le même jour, Vukassovich « mène sa défense avec habileté », tenant à distance les Français et les Wurtembergeois suffisamment longtemps pour permettre au IVe Armeekorps du prince de Rosenberg de se déployer. 
Vukassovich ne participe pas à la bataille d'Essling, son corps étant impliqué dans la vaine tentative du général Johann Kollowrat de couper les lignes d'approvisionnement de Napoléon près de Linz le 17 mai. À cette occasion, il conduit la colonne centrale dans une attaque contre le faubourg fortifié d'Urfahr, sur la rive nord du Danube. L'attaque « timide et mal coordonnée » de Kollowrat sur cette tête de pont échoue. À la bataille de Wagram, Vukassovich commande une des deux divisions du IIIe Armeekorps tout juste réorganisé. Il a sous ses ordres les brigades des généraux Joseph Grill (5 736 fantassins), Andreas Schneller (1 100 fantassins et 667 cavaliers) et Emanuel Wratislaw (730 fantassins de la Landwehr). Le 6 juillet, deuxième jour de la bataille, il est mortellement blessé en essayant de s'opposer à l'attaque de la colonne française du général Étienne Macdonald. Il agonise pendant un mois avant de succomber à ses blessures à Vienne le 9 août 1809. Il est l'un des quatre généraux autrichiens tués ou mortellement blessés à Wagram, avec Konstantin Ghilian Karl d'Aspré, Peter von Vécsey et Armand von Nordmann. 
Jens-Florian Ebert cite Vukassovich comme « un vieux soldat chevronné, ayant l'expérience du combat et respecté par ses subordonnés pour son autorité ». Il est un soldat réputé pour sa maîtrise de la « petite guerre » et ses talents de chef d'avant-garde.

## Réalisations architecturales

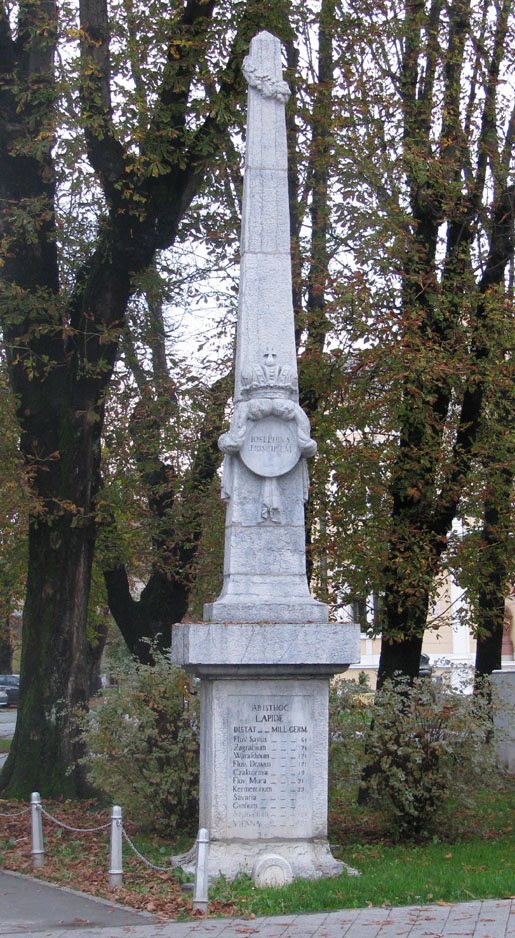
Obélisque marquant le début de la route Joséphine à Karlovac.

Vukassovich a joué un rôle déterminant dans le développement des voies de transport sur l'actuel littoral croate, au bord de la mer Adriatique. Ses contributions les plus significatives dans ce domaine sont la construction de routes d'après des plans dressés par lui. La première d'entre elles est la route Gospić-Karlobag, aussi connu sous le nom de « route Theresiana », achevée entre 1786 et 1789 ; elle remplace une précédente voie dont l'efficacité était réduite par certaines portions à très forte pente. L'édification de cette nouvelle route permet d'élever Karlobag au statut de port franc et améliore considérablement la liaison avec les versants du Velebit. 
L'autre route d'importance conçue par Vukassovich est la « route de Louisiane » reliant Karlovac à Rijeka. Construite entre 1803 et 1811, sa réalisation est supervisée par Vukassovich jusqu'en 1809 puis, après sa mort, par les autorités françaises. Au moment de son entrée en service, elle est considérée comme l'une des plus belles routes d'Europe. Vukassovich a aussi dessiné un itinéraire côtier allant de Senj jusqu'à Svetaga Jurja en 1783, des infrastructures portuaires à Senj et une autre route entre Senj et Novi Vinodolski. Il a en outre dirigé la construction de la « route Josephina » reliant Senj à Karlovac. Ses nombreuses réalisations lui valent d'être considéré comme « le plus grand constructeur de routes de l'histoire croate ».